# 阿姆斯特丹唐人街
阿姆斯特丹唐人街，位于阿姆斯特丹市中心的老城区，和著名的红灯区德瓦伦仅一街之隔，唐人街内的主要街道都是中荷双语标注，是荷兰政府批准并首次使用中文标注的街道。采用音译、意译或音意结合的方式翻译，顾及到具体街道的环境、文化及华人的习俗文化等因素，也是希望能借助此地的中国特色，吸引更多的游客来繁荣经济。比较出名的街道例如善德街（Zeedijk）、侨德仕街（Geldersekade）等。

## 历史溯源
阿姆斯特丹唐人街最早起源于1911年，是欧洲大陆最早的华人聚集区，在20世纪上半叶，众多中餐馆相继在唐人街开张，例如：海城、南记、荣记、新皇上皇等，菜品以粤菜居多。除此之外，还有一些东南亚餐厅，例如：越南菜小西贡，泰国菜鸟餐厅等。杂货店或亚洲超市算是唐人街另一道风景线，比较出名有东方行、华南行和邓容。邓容算是最早的一批华人商人企业家开办的企业，Tang Yong Sau与他的妻子在1957年在唐人街开办一家售卖中国艺术品和美术品的商店，随着华人数量的不断攀升，开始出售一些中国传统食物，1972年由他儿子儿媳接手，2010年由他孙子和孙儿媳接手。现在邓容已经成为华人必不可少的购物商店。
此外，唐人街还拥有华人理发店、按摩店、贸易公司、旅游公司、中文学校等多种便民设施，价格相对荷兰本地公司也更为划算公道。旅荷华人联谊会的成立，也是加强了华人之间的联系，保障了当地华人的合法权益。

## 主要街道
自2005年以来，这些街道开始悬挂中荷双语标注的街道牌。
- 善德街 (Zeedijk (Amsterdam)|Zeedijk)
- 僑德仕街 (Geldersekade (Amsterdam)|Geldersekade)
- 新广场 (Nieuwmarkt (Amsterdam)|Nieuwmarkt)
- 百達內街 (Binnen Bantammerstraat)
- 順風裡 (Stormsteeg)
- (Elleboogsteeg)
- (Molensteeg)
- (Rechtboomssloot)
- (Oosterdokskade)

## 画廊

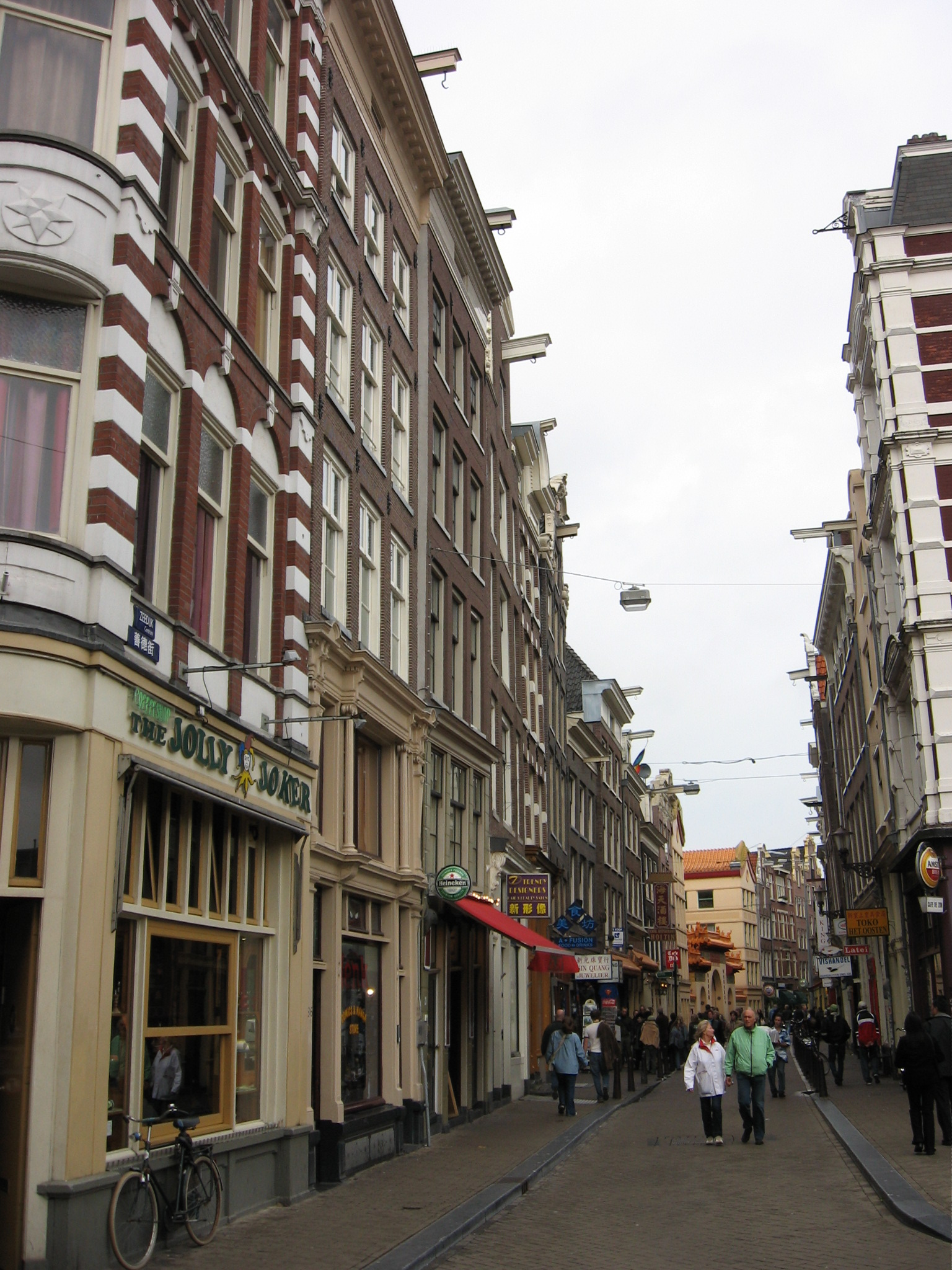
善德街
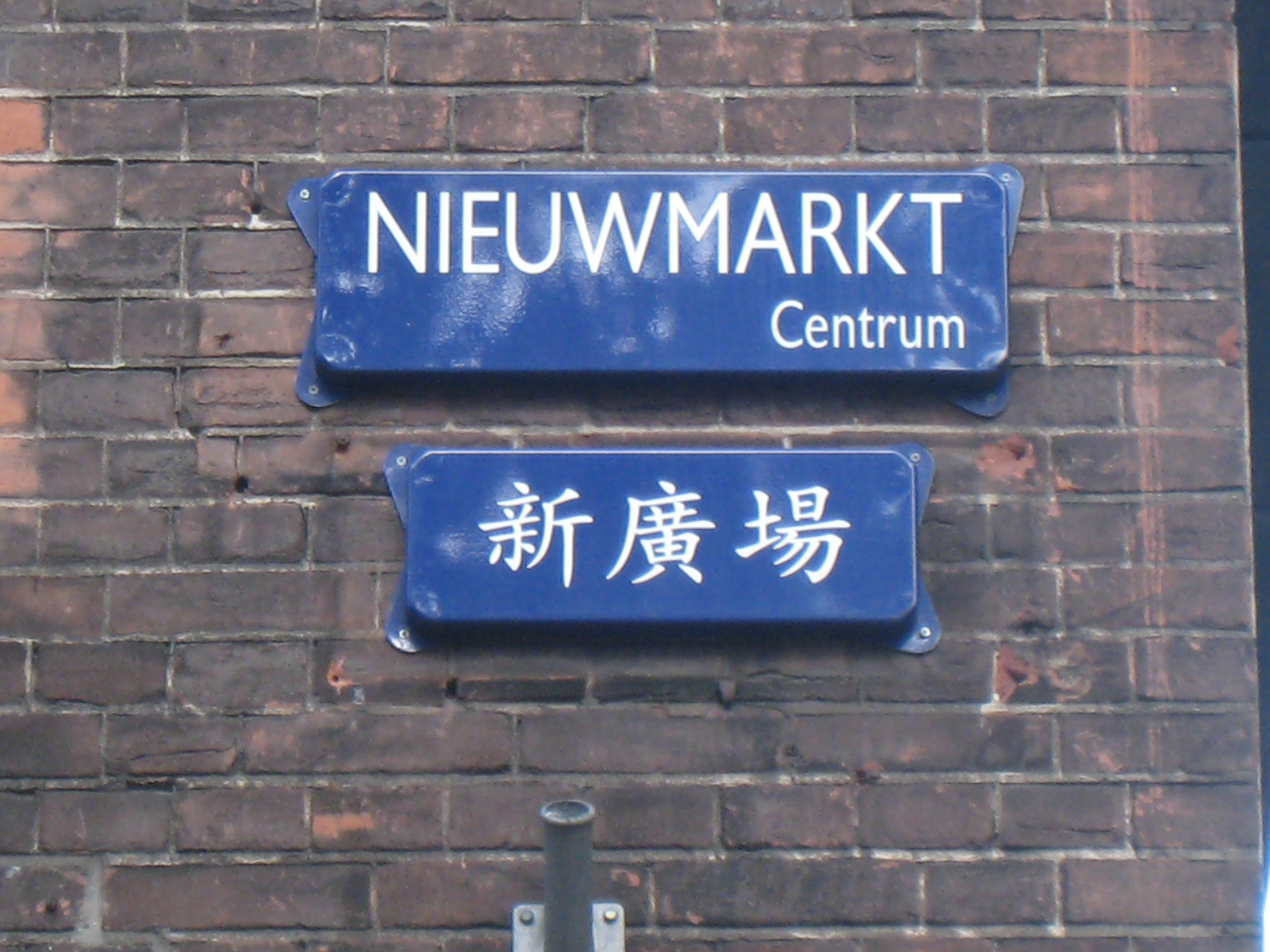
新广场街道
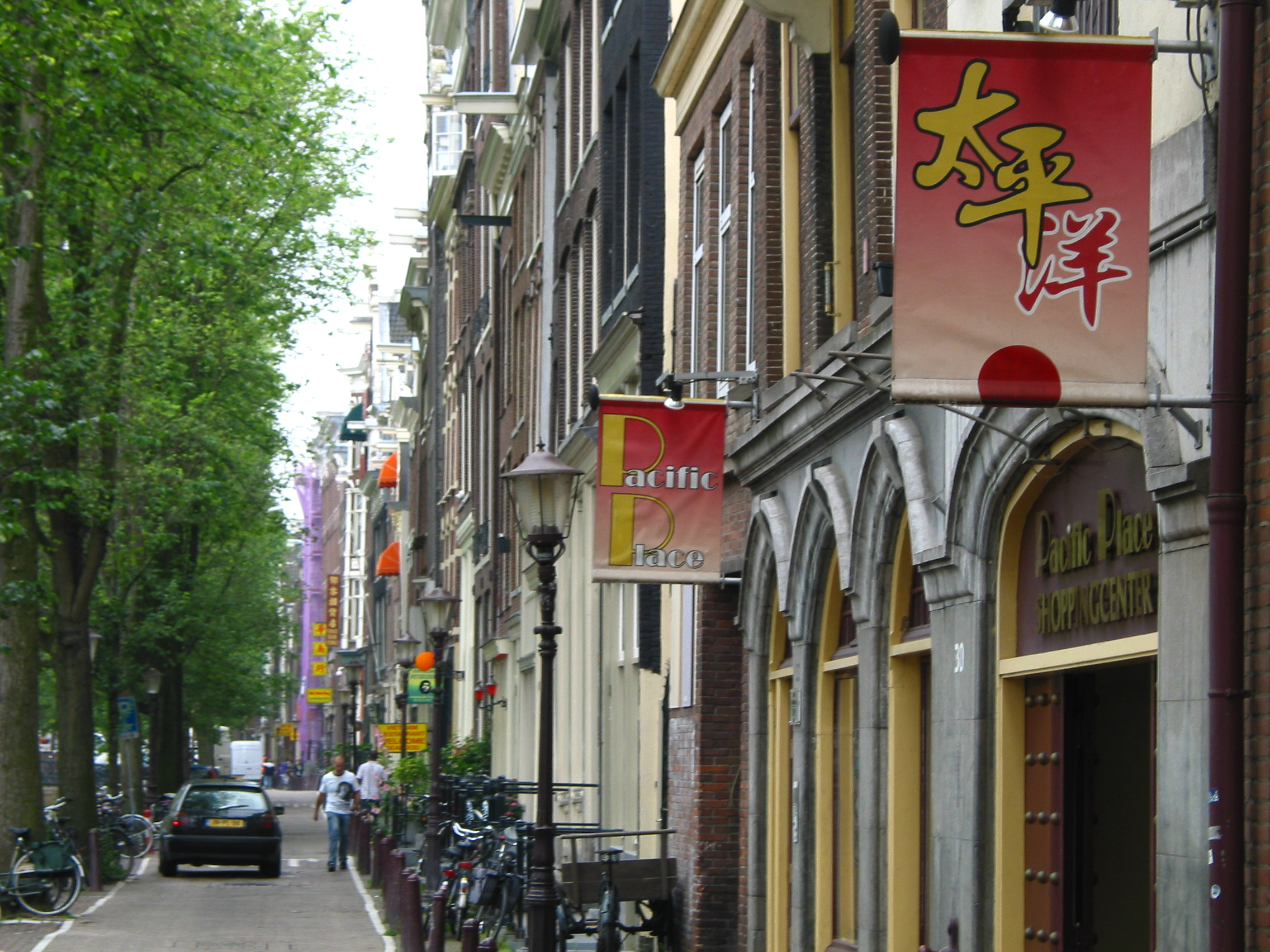
侨德仕街
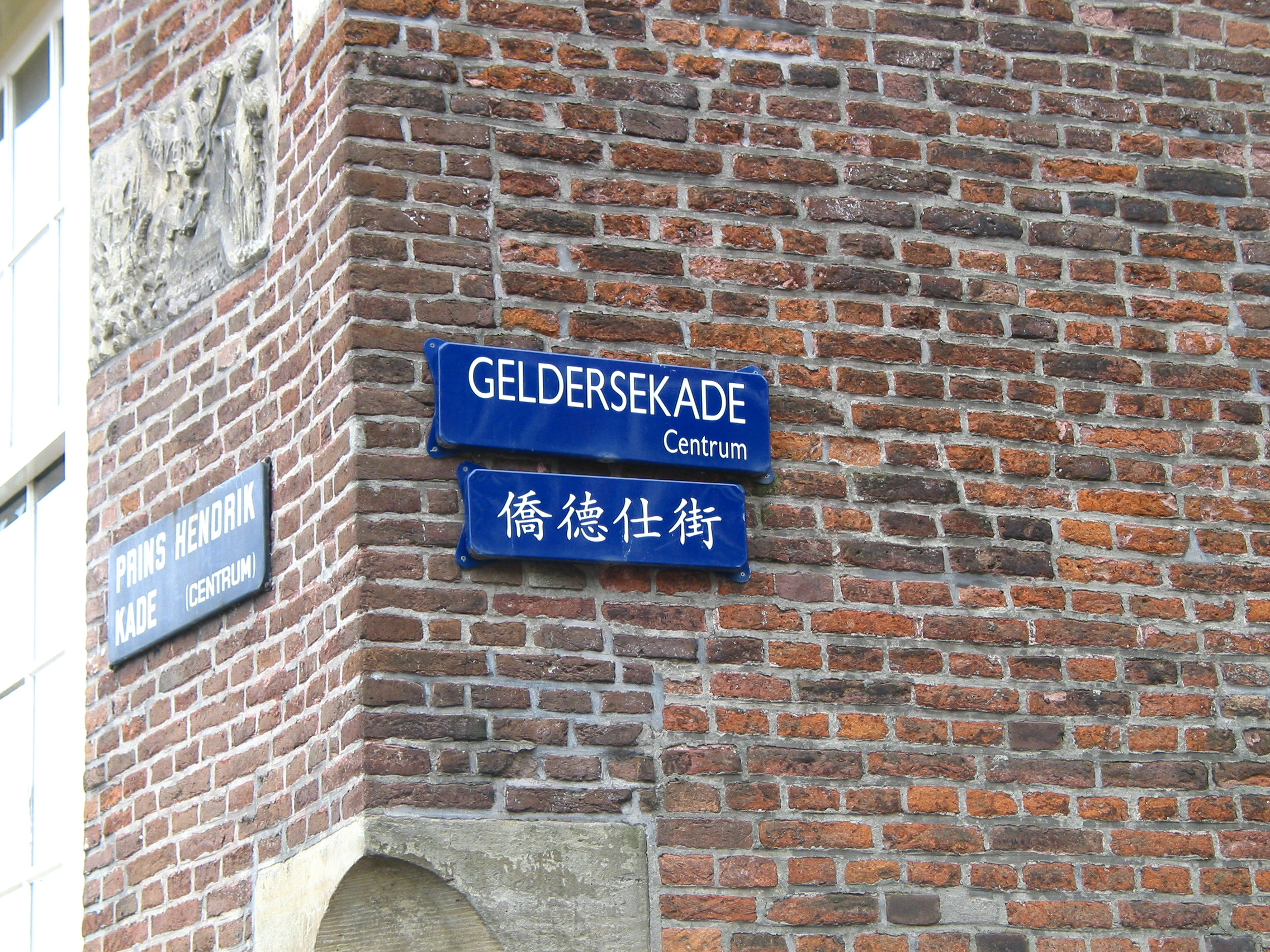
Straatnaambord van Geldersekade
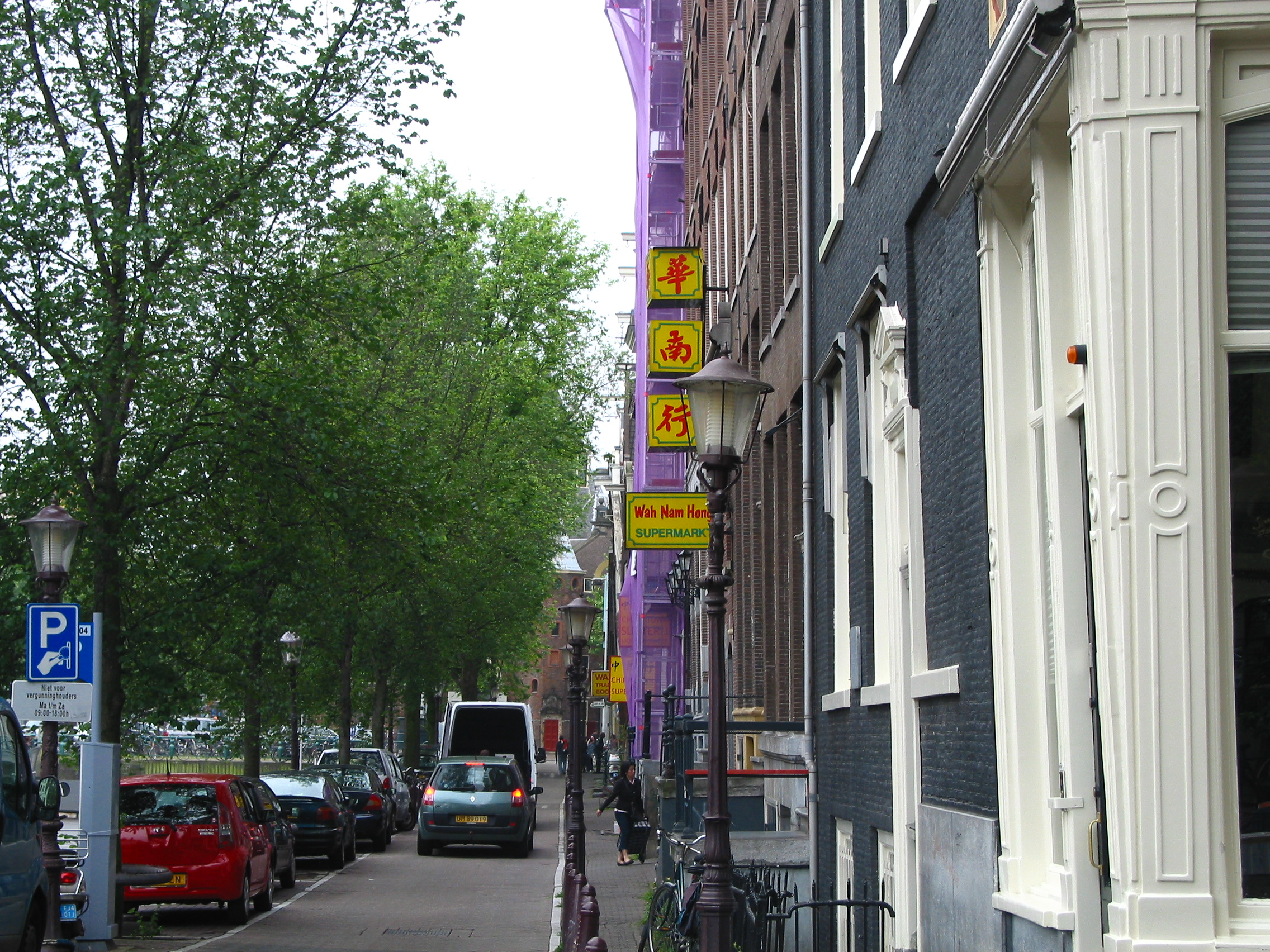
Geldersekade
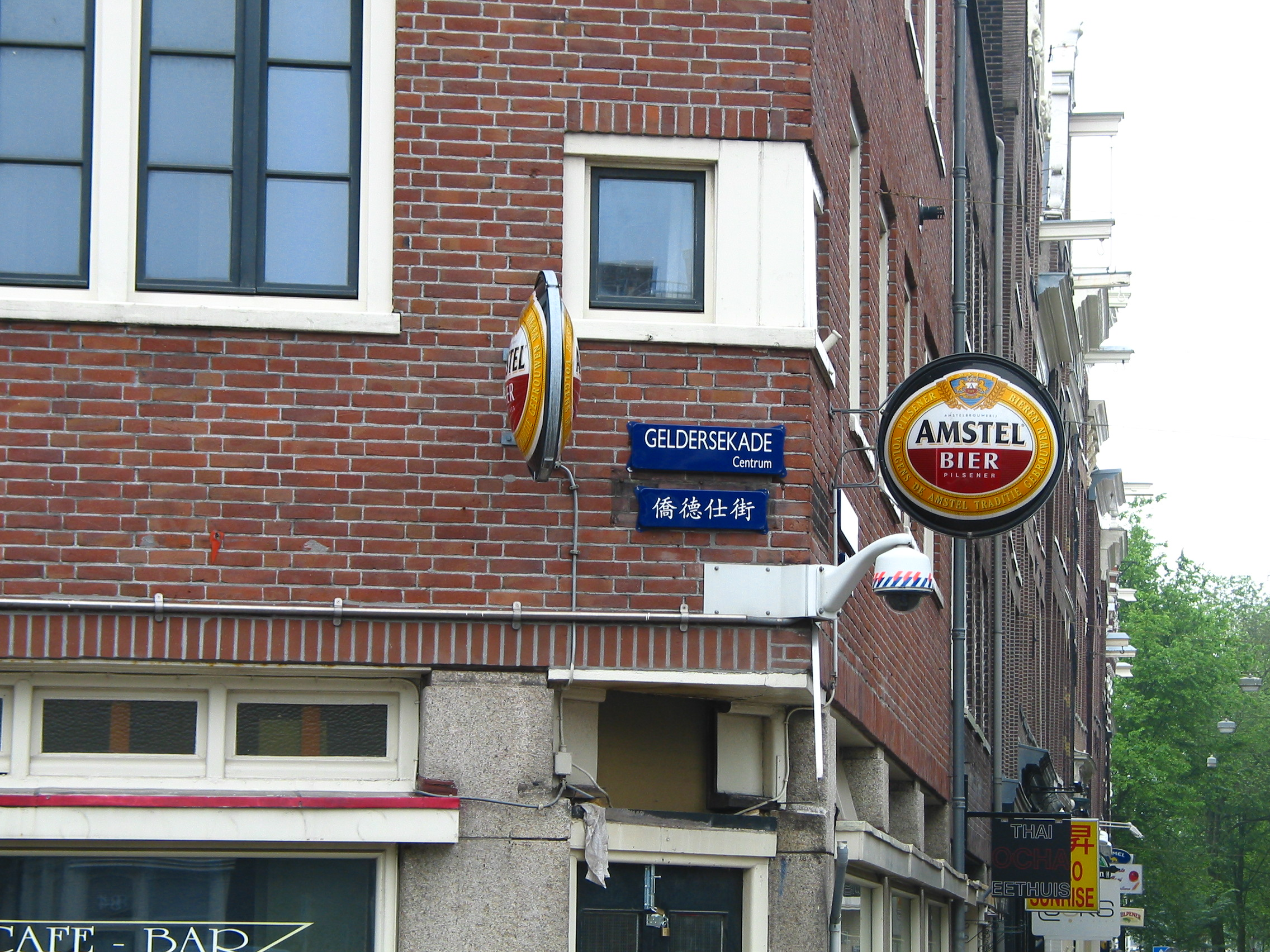
Straatnaambord van Geldersekade
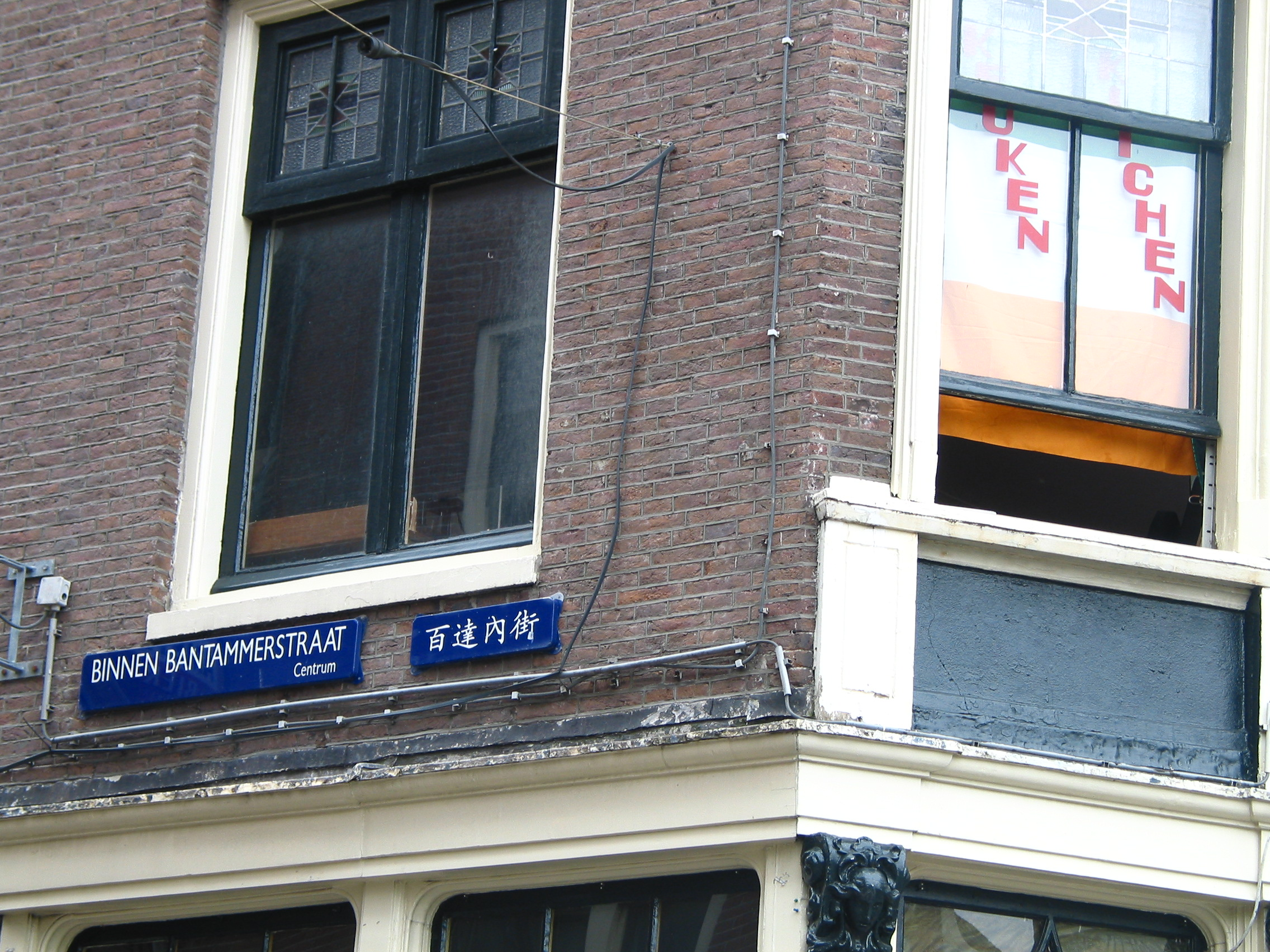
Straatnaambord van Binnen Bantammerstraat
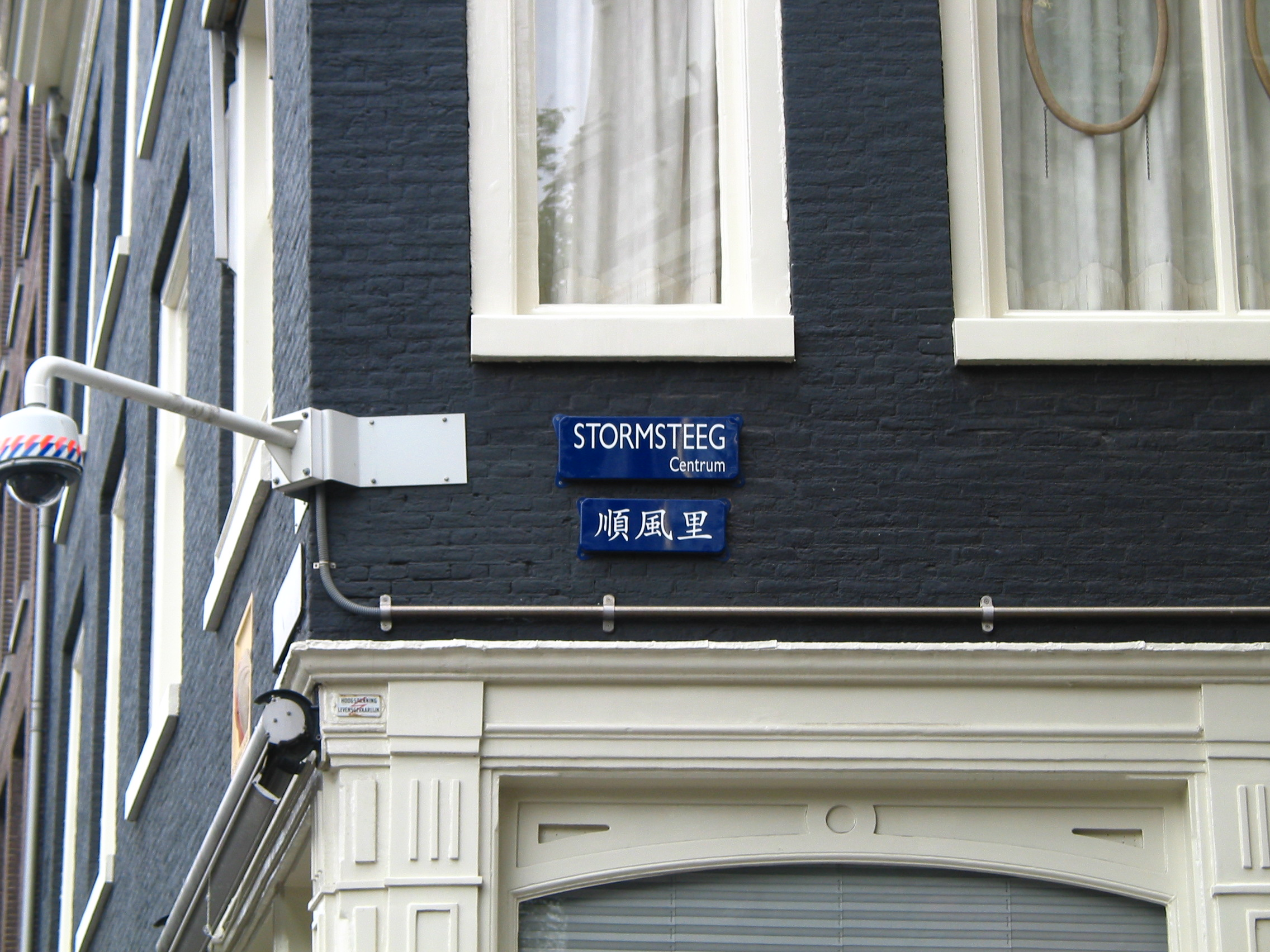
Straatnaambord van Stormsteeg
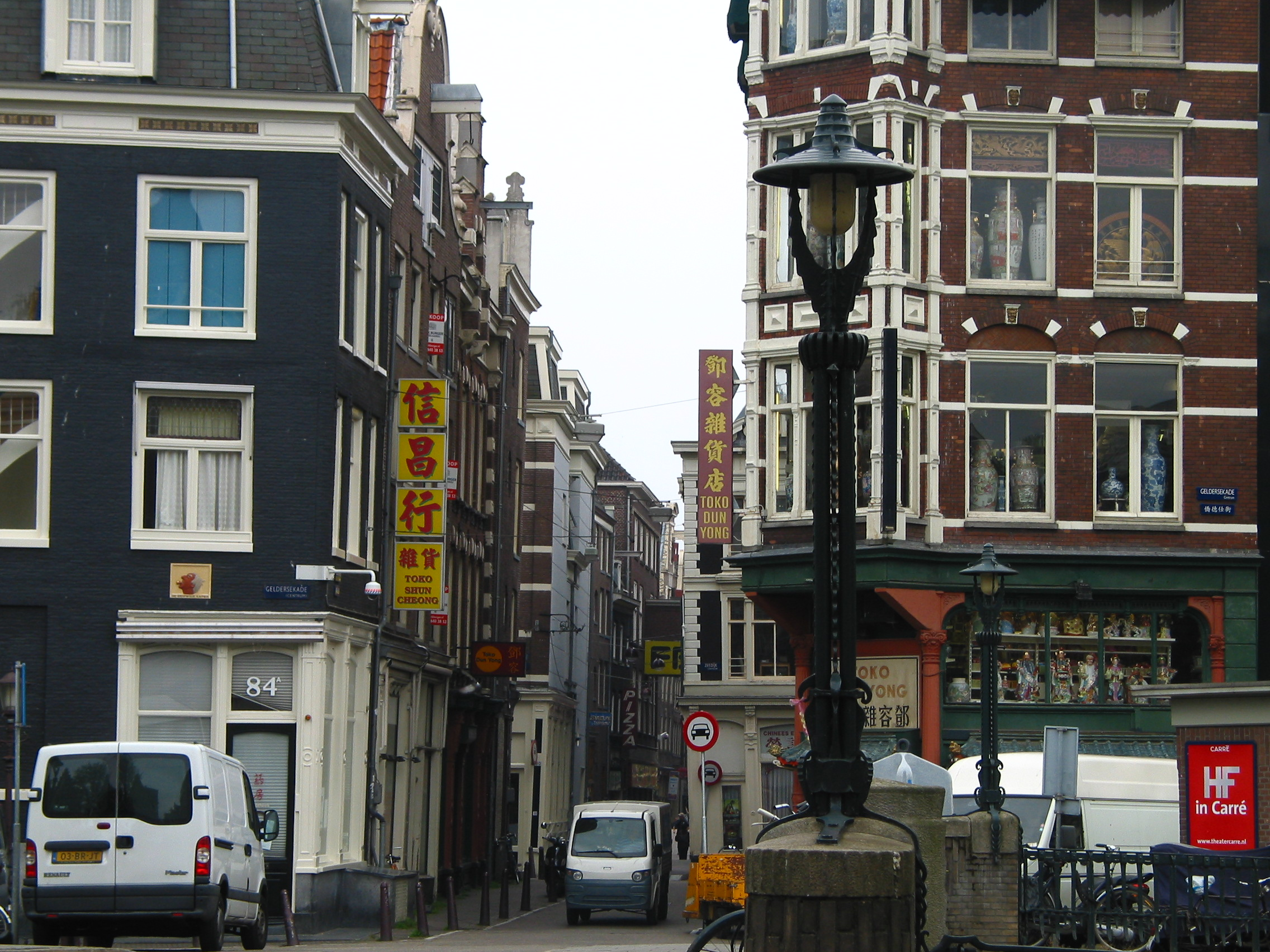
Stormsteeg
Zeedijk
Zeedijk
Zeedijk
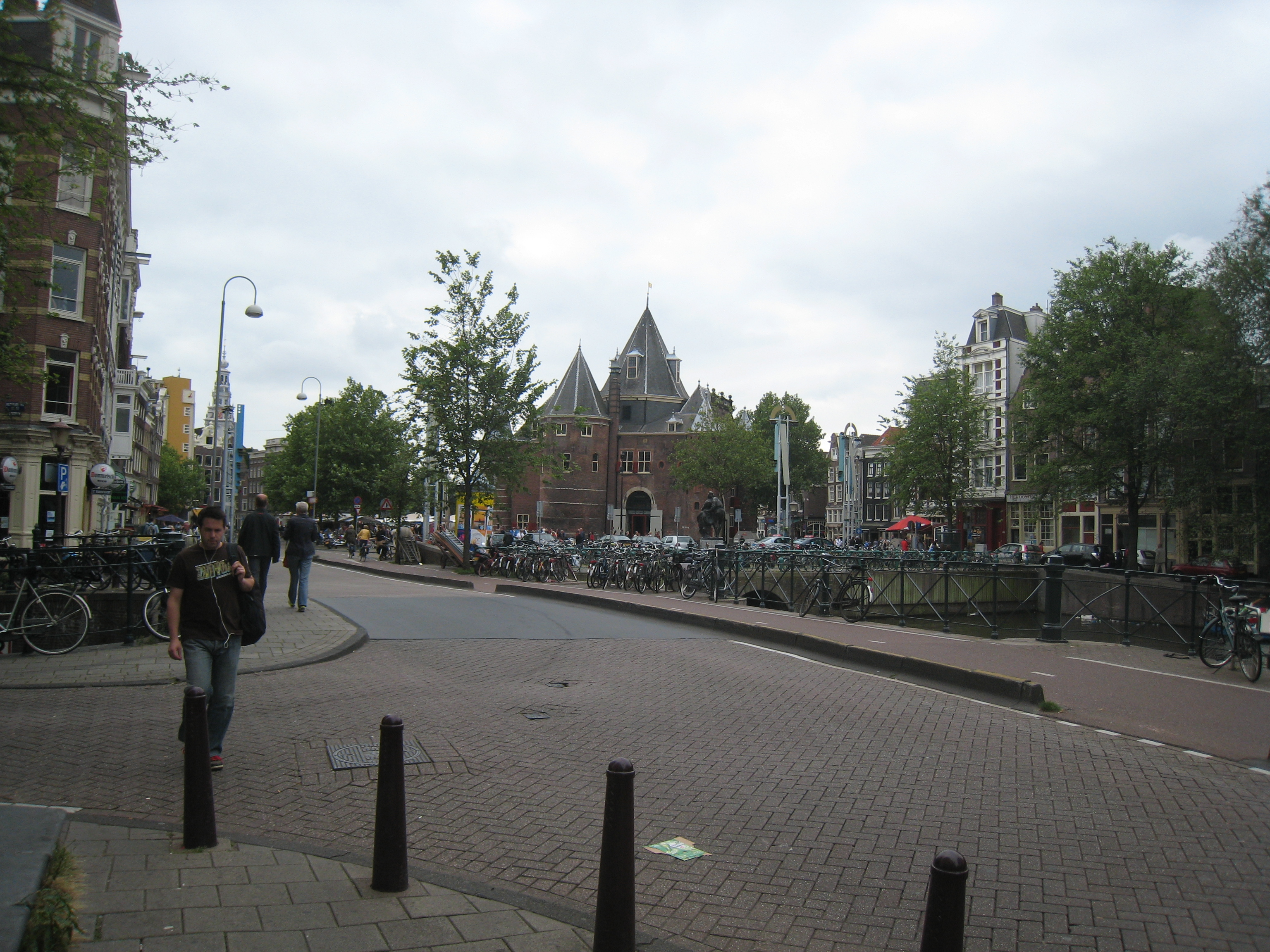
Zicht op de Nieuwmarkt
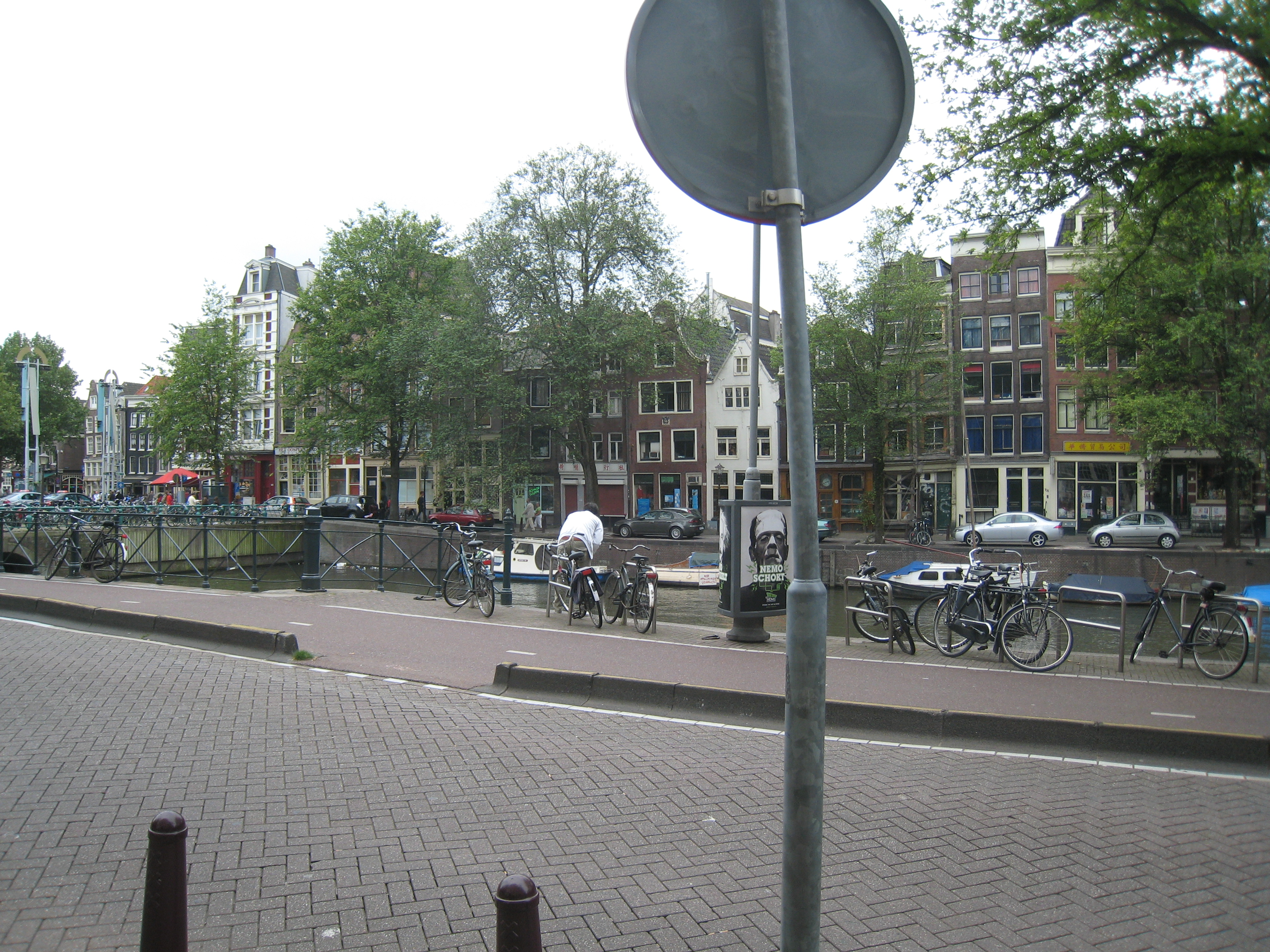
Geldersekade
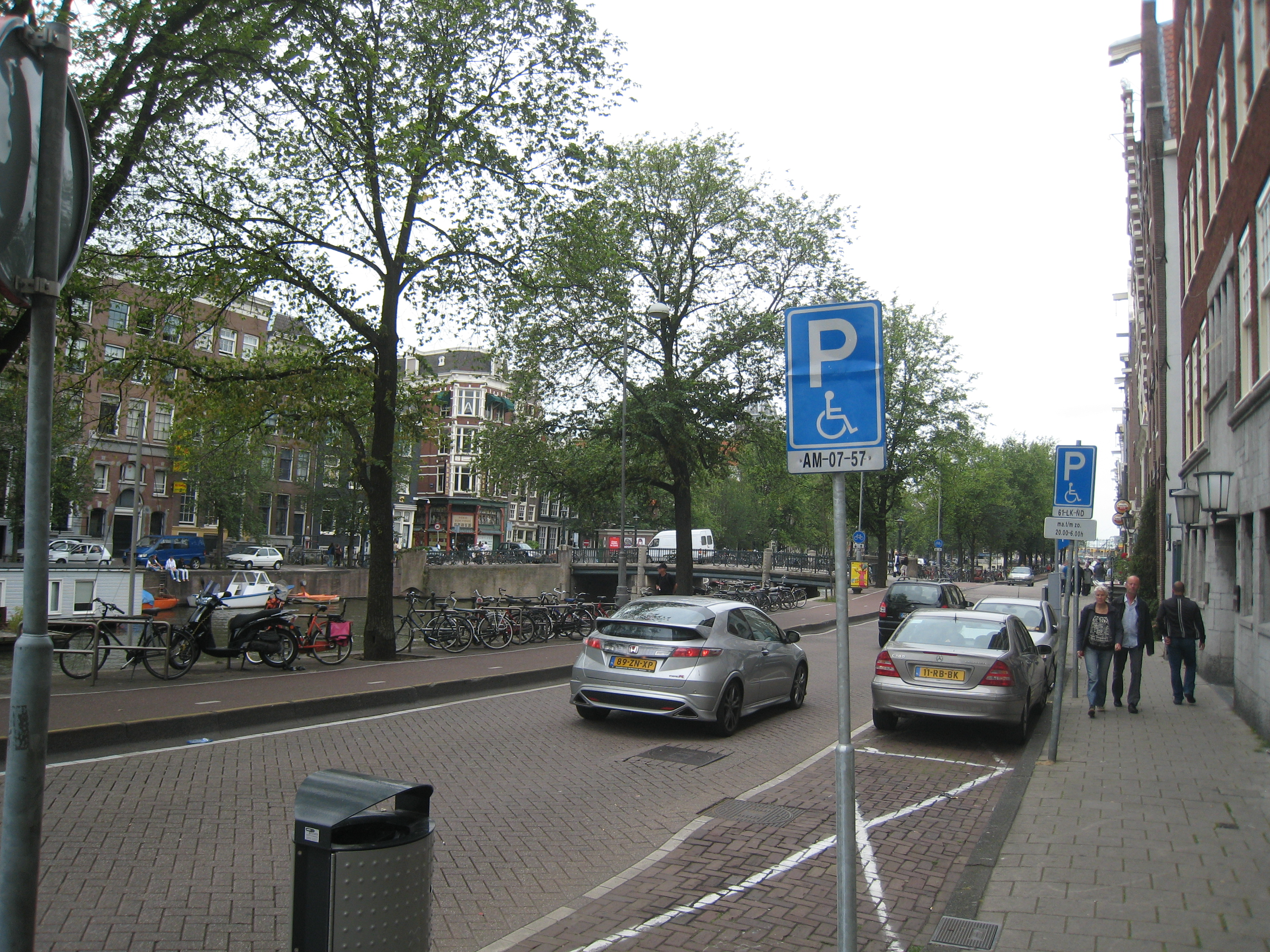
Geldersekade
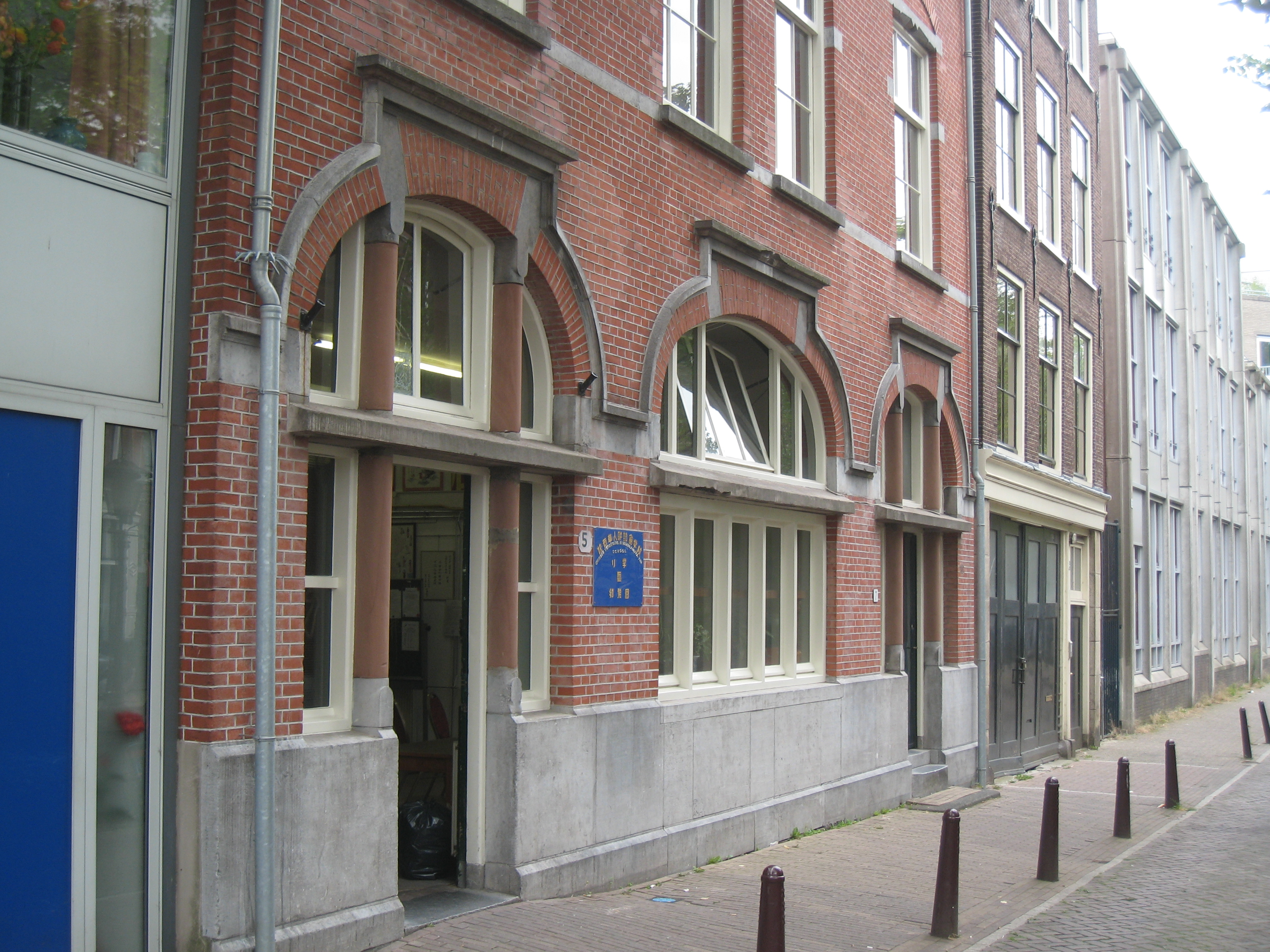
Verenigingshuis van Chinese Vereniging in Nederland Fa Yin